# Сенькевич, Василий Адамович
Василий Адамович Сенькевич (10 апреля 1898 года, дер. Бахаровичи, Игуменский уезд, Минская губерния — 23 апреля 1950 года, Тамбов) — советский военный деятель, генерал-майор (1 сентября 1943 года).

## Начальная биография
Василий Адамович Сенькевич родился 10 апреля 1898 года в деревне Бахаровичи ныне Пуховичского района Минской области Белоруссии.
Работал конюхом во Всероссийском земском союзе.

## Военная служба

### Первая мировая и гражданская войны
В феврале 1917 года призван в ряды Русской императорской армии и направлен в 58-й запасной пехотный полк, дислоцированный в Воронеже, но вскоре переведён в Полоцкий 28-й пехотный полк, после чего принимал участие в боевых действиях на Юго-Западном фронте. 12 марта 1918 года демобилизован.
16 марта 1918 года призван в ряды РККА и направлен в 1-й отдельный инженерный батальон, дислоцированный в Смоленске, в составе которого служил красноармейцем и командиром пулемётного взвода. В сентябре батальон включён в состав Западной стрелковой дивизии, после чего В. А. Сенькевич принимал участие в боевых действиях против немецких войск в районе Волковыска, Лиды, Молодечно и Гродно, а весной и летом 1919 года — в ходе советско-польской войны в районе Минска, Молодечно, Барановичей и Лепеля.
В феврале 1920 года дивизия была передислоцирована на Южный фронт, где вела боевые действия против войск под командованием П. Н. Врангеля и Н. И. Махно. В конце 1920 года В. А. Сенькевич в Крыму был взят в плен махновцами, однако через полтора-два часа был освобождён красноармейскими частями и вскоре назначен военкомом в 16-м лесозаготовительном отряде особого назначения при Крымской военно-инженерной дистанции.

### Межвоенное время
С января 1921 года служил в инженерном батальоне в составе 30-й стрелковой дивизии (Украинский военный округ) на должностях заместителя военкома и военкома. В июне 1923 года переведён во 2-й стрелковый полк (2-я стрелковая дивизия, Белорусский военный округ), после чего служил политбойцом, командиром отделения, политруком роты, заведующим библиотеки, помощником командира роты по политчасти, начальником штаба батальона и начальником штаба полка. В 1928 году окончил десятимесячные курсы военной доподготовки политруков в Киеве, а в 1931 году — курсы «Выстрел»
В июне 1935 года назначен на должность начальника штаба 13-го стрелкового полка (50-я стрелковая дивизия).
В декабре 1938 года В. А. Сенькевич направлен на учёбу на отделение командиров полков курсов «Выстрел», после окончания которого в июне 1939 года назначен начальником 4-го отделения Минской армейской группы войск Белорусского военного округа, после чего принимал участие в ходе похода в Западную Белоруссию.
В декабре 1940 года подполковник В. А. Сенькевич назначен на должность начальника организационно-мобилизационного отдела штаба 11-й армии (Прибалтийский военный округ).

### Великая Отечественная война
С началом войны находился на прежней должности. 11-я армия вела оборонительные боевые действия в районе западнее и юго-западнее Каунаса и Вильнюса, а затем отступала в район Себежа и Невеля.
В июле 1941 года назначен на должность начальника отдела боевой подготовки Северо-Западного фронта, а 11 сентября — на должность начальника штаба 188-й стрелковой дивизии, находившейся на переформировании, а затем ведшей боевые действия в районе Валдая и Старой Руссы. С 12 марта 1942 года исполнял должность заместителя командира этой же дивизии, однако 31 марта того же года переведён на должность командира 245-й стрелковой дивизии, ведшей боевые действия в районе озера Селигер и городов Демянск и Старая Русса.
В ноябре 1942 года полковник В. А. Сенькевич направлен на учёбу на ускоренный курс при Высшей военной академии имени К. Е. Ворошилова, после окончания которого в апреле 1943 года назначен начальником штаба 16-го гвардейского стрелкового корпуса, который принимал участие в боевых действиях в ходе Орловской наступательной операции.
С 30 ноября лечился в госпитале по болезни и по выздоровлении 31 декабря направлен в распоряжение Военного Совета 1-го Прибалтийского фронта, где 9 января 1944 года назначен на должность начальника штаба 36-го гвардейского стрелкового корпуса, а в период с 26 июня по 18 августа исполнял должность заместителя командира этого же корпуса по строевой части. 36-й гвардейский стрелковый корпус принимал участие в ходе Белорусской, Витебско-Оршанской, Минской, Вильнюсской и Каунасской наступательных операций. 26 ноября 1944 года генерал-майор В. А. Сенькевич освобождён от занимаемой должности по состоянию здоровья.
С января 1945 года состоял в распоряжении Главного управления кадров НКО и Военного Совета 3-го Белорусского фронта и 2 апреля назначен начальником штаба 11-го гвардейского стрелкового корпуса, а 19 апреля — заместителем командира этого же корпуса, который принимал участие в ходе Земландской наступательной операции и освобождении города Пиллау.

### Послевоенная карьера
После окончания войны находился на прежней должности.
Генерал-майор Василий Адамович Сенькевич 2 апреля 1946 года вышел в запас.
Умер 23 апреля 1950 года в Тамбове. Похоронен на Петропавловском кладбище города.

## Награды
- Орден Ленина (21.02.1945);
- Два ордена Красного Знамени (17.08.1943, 03.11.1944);
- Орден Отечественной войны 1 степени (08.08.1944);
- Медали.